# Brignole
Brignole is een plaats (frazione) in de Italiaanse gemeente Rezzoaglio, provincie Genua.